# Ignace Iamak
Ignace Iamak (23 marzo 1990) è un calciatore vanuatuano, difensore del Tafea.

## Carriera

### Club
Ha sempre giocato nel campionato vanuatuano; ha giocato in totale 11 partite in OFC Champions League.

### Nazionale
Ha esordito in nazionale nel 2013, partecipando alla Coppa d'Oceania 2016.